# 与那国町立比川小学校
与那国町立比川小学校（よなぐにちょうりつ ひがわしょうがっこう）は、沖縄県八重山郡与那国町にある公立小学校。

## 概要
学校は日本最西端の島、与那国島にあり、南側に比川浜、北側に宇良部山系が迫る海と山に囲まれた地域に位置する。

## 沿革
- 1901年（明治34年）4月 - 「与那国尋常小学校髭川分教場」として開校[2][3]。
- 1904年（明治37年）5月9日 - 「与那国尋常高等小学校髭川分教場」に改称[4]。
- 1908年（明治41年）4月1日 - 「与那国尋常小学校髭川分教場」に改称[4]。
- 1909年（明治42年） - 与那国322-5番地の掘立小屋で授業を開始[5]。
- 1913年（大正2年）
  - 1・2年生を午前、3・4年生を午後に分けて授業を実施[5]。
  - 7月18日 - 台風による津波で、校舎が全壊[4][5]。
- 1915年（大正4年） - 与那国355-2番地に15坪の新校舎を落成し、移転[5]。
- 1919年（大正8年）7月18日 - 与那国3031番地に新校舎を落成し、移転[4][5]。
- 1929年（昭和4年） - 尋常科5・6年学級を設置[5]。
- 1933年（昭和8年） - 給食堂を設置し、給食を開始[5]。
- 1941年（昭和16年）4月1日 - 国民学校令施行に伴い、「与那国国民学校髭川分教場」に改称[4]。
- 1944年（昭和19年）4月1日 - 「髭川国民学校」として独立[4]。
- 1946年（昭和21年） - 「髭川初等学校」に改称。
- 1947年（昭和22年）10月20日 - 校歌を制定（作詞：伊波南哲、作曲：外間永律）[3][6]。
- 1949年（昭和24年）4月1日 - 学制改革に伴い、「与那国町立髭川小学校」に改称。
- 1951年（昭和26年） - 「与那国町立比川小学校」に改称。ミルク給食を開始[5]。
- 1953年（昭和28年）7月 - 台風4号（キット台風）により校舎が全壊[5]。
- 1956年（昭和31年） - 台風により校舎が全壊。民家へ学校機能を移転[5]。
- 1958年（昭和33年） - 仮校舎を落成。鉄筋コンクリート造の新校舎を落成[5]。
- 1959年（昭和34年） - パン給食を開始[5]。
- 1960年（昭和35年） - 台風8号（シャーリー台風）により甚大な被害を受ける[5]。
- 1968年（昭和43年）
  - 教室不足のため、5年生を公民館、6年生を住宅で授業を実施[5]。
  - 12月20日 - 校旗を樹立[6]。
- 1975年（昭和50年） - 給食を開始[5]。
- 1978年（昭和53年）3月 - 体育館を落成[7]。
- 1984年（昭和59年） - 台風とそれに伴う高潮により、甚大な被害を受ける[5]。
- 1988年（昭和63年） - 礼文町立須古須小学校と姉妹校を締結（1999年まで）[5][8]。
- 1988年度（昭和63年度） - 新校舎を落成[1]。
- 1989年度（平成元年度） - 教員住宅を設置[1]。
- 1994年（平成6年）8月 - 台風13号により甚大な被害を受ける[5]。
- 1995年（平成7年） - 体育館落成記念式典と祝賀会を開催[5]。
- 2007年（平成19年） - 第5回全日本小学校ホームページ大賞（J-KIDS大賞）にて優秀校に選定[9][5]。
- 2008年（平成20年） - 第6回全日本小学校ホームページ大賞にて優秀賞に選定[10][5]。

## 施設概要
主な施設。面積は延床面積を記載。
- 校舎（1,276 m2[1]） - 鉄筋コンクリート造2階建て
- 体育館
- 校庭
- 教員住宅（240 m2）[1]

## 児童・学級数
2023年度の学年別児童数と学級数。
| 学年   | 1年 | 2年 | 3年 | 4年 | 5年 | 6年 | 特別支援 | 合計 |
| ------ | --- | --- | --- | --- | --- | --- | -------- | ---- |
| 児童数 | 0   | 0   | 1   | 0   | 5   | 0   | 1        | 7    |
| 学級数 | 0   | 0   | 0.5 | 0   | 0.5 | 0   | 1        | 2    |

- 学級数「0.5」は、複式学級を表す。

## アクセス
- 「比川」バス停（与那国町生活路線バス）から徒歩で約1分（約70m）

## 周辺
- 与那国町立ひがわ幼稚園 - 同一敷地内[1]で、かつ進級前幼稚園。
- 沖縄県道216号与那国島線
- 比川地域共同売店
- 与那国町比川公民館（多目的集会施設）
- 与那国町離島振興総合センター